# Тадж Твіат
Тадж Твіат (англ. Taj Thweatt) — американський баскетболіст, який грає на позиції форварда у команді West Virginia Mountaineers.

## Ранні роки та освіта
Тадж Твіат народився в Wildwood, New Jersey. Він закінчив школу Wildwood Catholic High School, де проявив себе як талановитий баскетболіст. Вже в старших класах він став одним з лідерів команди та привернув увагу до себе через свої фізичні навики та здатності домінувати на майданчику.

## Кар'єра в коледжі
Після закінчення школи Тадж вступив до Temple University, де почав грати за Temple Owls в NCAA. У сезоні 2020-2021 він виступав за команду, де мав кілька значних моментів, зокрема в матчах проти команд Big 12.
У 2021 році Тадж Твіат перейшов до West Virginia Mountaineers, де продовжив свою кар'єру в NCAA. В складі цієї команди він мав помітно виступи, зокрема в матчах турнірів.

## Статистика кар'єри
Тадж Твіат здобув репутацію надійного форварда, зокрема за рахунок своїх характеристик, таких як високий зріст (6'7", близько 2 метри) та потужна фізична підготовка. За свою кар'єру він середньо набирає близько 0,4 очка та 0,8 підборів за гру, зокрема показавши хорошу гру в NCAA турнірах та на матчах Big 12.

## Особисте життя та соціальні мережі
Тадж активно веде свої соціальні мережі, зокрема Instagram, де має верифіковану сторінку з понад 8500 підписників. Його акаунт на Instagram: iamtajthweatt.
Тадж є людиною, яка проявляє активність не лише на майданчику, але й в своєму онлайн-образі, часто взаємодіючи з фанатами через свої акаунти в соцмережах.